# 四刺瘿螨属
四刺瘿螨属（学名：Tetraspinus）为瘿螨科的一个属。

## 下级分类
本属包括以下物种：
- 豆四刺瘿螨 Tetraspinus fabaceae [1]
- 柔四刺瘿螨 Tetraspinus lentus Boczek
- 黄连木四刺瘿螨 Tetraspinus pistaciae Kuang et Hong
- 杨四刺瘿螨 Tetraspinus populi Kuang et Hong